# Ӭ́
 (novembre 2021).
Si vous disposez d'ouvrages ou d'articles de référence ou si vous connaissez des sites web de qualité traitant du thème abordé ici, merci de compléter l'article en donnant les références utiles à sa vérifiabilité et en les liant à la section « Notes et références ».
Ӭ́ (minuscule: ӭ́) appelé é tréma accent aigu, est une lettre de l'alphabet cyrillique utilisée par la langue same de Kildin. Ce graphème correspond à la lettre e cyrillique ‹ Э › diacritée d’un tréma et accent aigu.

## Réprésentation informatique
Le é tréma accent aigu peut être représenté avec les caractères Unicode suivants :
- composé (cyrillique, diacritiques)[1],[2] :

| formes    | représentations | chaînes de caractères | points de code | descriptions                                                |
| --------- | --------------- | --------------------- | -------------- | ----------------------------------------------------------- |
| capitale  | Ӭ́               | Ӭ◌́                    | U+04EC U+0301  | lettre majuscule cyrillique é tréma diacritique accent aigu |
| minuscule | ӭ́               | ӭ◌́                    | U+04ED U+0301  | lettre minuscule cyrillique é tréma diacritique accent aigu |

- décomposé (cyrillique, diacritiques) :

| formes    | représentations | chaînes de caractères | points de code       | descriptions                                                            |
| --------- | --------------- | --------------------- | -------------------- | ----------------------------------------------------------------------- |
| capitale  | Ӭ́               | Э◌̈◌́                   | U+042D U+0308 U+0301 | lettre majuscule cyrillique é diacritique tréma diacritique accent aigu |
| minuscule | ӭ́               | э◌̈◌́                   | U+044D U+0308 U+0301 | lettre minuscule cyrillique é diacritique tréma diacritique accent aigu |